# Stöhr
Stöhr ist ein deutscher Familienname.

## Namensträger
- Adolf Stöhr (1855–1921), österreichischer Philosoph und Psychologe
- Almuth Stöhr (* 1949), deutsche Tischtennisspielerin
- Anna Stöhr (* 1988), österreichische Sportkletterin
- Anton Stöhr (1830–1906), deutscher Jurist, Kunstsammler und Schriftsteller
- August Stöhr (1843–1890), deutscher Mediziner und Politiker, MdR
- August Leopold Stöhr (1764–1831), österreichischer Ordenspriester und Historiker
- Bernhard Stöhr (* 1967), österreichischer Sportmoderator
- Carl Stöhr (1833–1896), böhmischer Politiker, siehe Karl Stöhr (Politiker)
- Carl Stöhr (1859–1931), deutscher Architekt und Bauunternehmer, siehe Karl Stöhr (Architekt)
- Celin Stöhr (* 1993), deutsche Volleyballspielerin
- Edmund Stöhr (* 1956), deutscher Fußballspieler und -trainer
- Eduard Stöhr (1846–1928), deutscher Textilindustrieller
- Emil Stöhr (Emil Paryla; 1907–1997), österreichischer Schauspieler und Regisseur
- Emma Stöhr (1871–1958), österreichische Malerin
- Ernst Stöhr (1860–1917), österreichischer Maler, Dichter und Musiker
- Frank Stöhr (* 1949), deutscher Gewerkschafter
- Franz Stöhr (Politiker, 1879) (1879–1938), deutscher Politiker (NSDAP)
- Franz Stöhr (Politiker, 1921) (1921–1970), österreichischer Politiker (ÖVP)
- Friedrich Joseph Stöhr (1802–1875), deutscher Politiker
- Georg Stöhr (1885–1977), deutscher Fechter
- Gottfried Stöhr (1932–2016), deutscher Porzellangestalter
- Gustav Stöhr (vor 1905–nach 1908), deutscher Fußballspieler
- Hannes Stöhr (* 1970), deutscher Filmregisseur und Drehbuchautor
- Heike Stöhr (* 1964), deutsche Autorin
- Heinrich Stöhr (1904–1958), deutscher Politiker (SPD), MdL
- Henry Stöhr (* 1960), deutscher Judoka
- Henry Stöhr (* 1969), deutscher Unternehmer
- Hermann Stöhr (1898–1940), deutscher Pazifist und Widerstandskämpfer
- Hugo Stöhr (1830–1901), deutscher Arzt
- Joachim Stöhr (Politiker) (1842–??), deutscher Landwirt und Politiker, MdL Preußen
- Joachim Stöhr (Physiker) (* 1947), deutscher Physiker
- Johannes Stöhr (* 1931), deutscher Theologe
- Karl Stöhr (Politiker) (Carl Stöhr; 1833–1896), böhmischer Politiker
- Karl Stöhr (Architekt) (Carl Stöhr; 1859–1931), deutscher Architekt und Bauunternehmer

- Karlheinz Stöhr (* 1951), deutscher Jurist
- Karl-Otto Stöhr (* 1942), deutsch-brasilianischer Mathematiker
- Klaus Stöhr (* 1959), deutscher Epidemiologe
- Konrad Stöhr (1893–1984), deutscher Politiker
- Lina Stöhr (1872–1938), schwäbische Mundart-Dichterin
- Ludwig Stöhr (1836–1902), österreichischer Komponist
- Martin Stöhr (1932–2019), deutscher Theologe, Hochschullehrer und Friedensaktivist
- Mila Stöhr (1914–1991), österreichische Malerin und Grafikerin, siehe Mila Bjelik
- Nikolaus Friedrich Stöhr (1706–1766), deutscher Pädagoge und Theologe
- Philipp Stöhr (Mediziner, 1849) (1849–1911), deutscher Anatom und Hochschullehrer in Würzburg
- Philipp Stöhr (Mediziner, 1891) (1891–1979), deutscher Anatom und Hochschullehrer in Bonn
- Ralf Stöhr (1929–1995), deutscher Chemiker und Hochschullehrer
- Richard Stöhr (1874–1967), US-amerikanischer Komponist, Musikpädagoge und -schriftsteller
- Sabine Stöhr (Biologin) (* 1962), deutsch-schwedische Biologin
- Sabine Stöhr (Übersetzerin) (* 1968), deutsche Übersetzerin
- Thomas Stöhr (* 1966), deutscher Politiker (CDU)
- Tim Stöhr (* 1996), deutscher Volleyballspieler
- Walter B. Stöhr (1928–2017), österreichischer Raumplaner
- Werner Stöhr (* 1948), deutscher Politiker, Bürgermeister von Aurich
- Willi Stöhr (1903–nach 1994), deutscher Politiker (NSDAP) und Gauleiter
- Willy Stöhr (1905–1997), deutscher Bauingenieur
- Wolfgang Stöhr (* 1946), deutscher Skispringer